# 平塚 (品川区)
平塚（ひらつか）は、東京都品川区の町名。現行行政地名は平塚一丁目から平塚三丁目。住居表示実施済区域。郵便番号は142-0051（集配局 : 荏原郵便局）。

## 地理
品川区中部に位置する。北辺は桐ヶ谷通りに接し、これを境に西五反田に接する。東部は第二京浜に接し、これを境に戸越に接する。南部は26号線通りに接し、これを境に西中延・中延・東中延にそれぞれ接する。西部は中原街道に接し、これを境に荏原に接する。町域内を東急池上線の線路が通っており、戸越銀座駅が置かれている。町域内には戸越銀座商店街がある。戸越銀座商店街は平塚のほか、隣接する戸越、さらに隣の豊町にも跨がっている。戸越銀座商店街及び第二京浜や中原街道沿いの高層建築物の他は、主に住宅地として利用されている。

### 地価
住宅地の地価は、2024年（令和6年）7月1日の地価調査によれば、平塚3-8-11の地点で79万4000円/m2となっている。

## 世帯数と人口
2023年（令和5年）1月1日現在（東京都発表）の世帯数と人口は以下の通りである。
| 丁目       | 世帯数    | 人口    |
| ---------- | --------- | ------- |
| 平塚一丁目 | 2,124世帯 | 3,340人 |
| 平塚二丁目 | 2,247世帯 | 3,698人 |
| 平塚三丁目 | 1,594世帯 | 2,689人 |
| 計         | 5,965世帯 | 9,727人 |

### 人口の変遷
国勢調査による人口の推移。
| 年                 | 人口  |
| ------------------ | ----- |
| 1995年（平成7年）  | 8,624 |
| 2000年（平成12年） | 8,476 |
| 2005年（平成17年） | 8,931 |
| 2010年（平成22年） | 9,298 |
| 2015年（平成27年） | 9,651 |
| 2020年（令和2年）  | 9,957 |

### 世帯数の変遷
国勢調査による世帯数の推移。
| 年                 | 世帯数 |
| ------------------ | ------ |
| 1995年（平成7年）  | 4,105  |
| 2000年（平成12年） | 4,357  |
| 2005年（平成17年） | 4,906  |
| 2010年（平成22年） | 5,316  |
| 2015年（平成27年） | 5,594  |
| 2020年（令和2年）  | 6,057  |

## 学区
区立小・中学校に通う場合、学区は以下の通りとなる（2020年4月時点）。
| 丁目       | 番地 | 小学校             | 中学校（2019年度入転学） | 中学校（2020年度入転学） |
| ---------- | ---- | ------------------ | ------------------------ | ------------------------ |
| 平塚一丁目 | 全域 | 品川区立京陽小学校 | 品川区立戸越台中学校     | 品川区立戸越台中学校     |
| 平塚二丁目 | 全域 | 品川区立京陽小学校 | 品川区立荏原平塚学園     | 品川区立戸越台中学校     |
| 平塚三丁目 | 全域 | 品川区立京陽小学校 | 品川区立荏原平塚学園     | 品川区立戸越台中学校     |

## 産業

### 事業所
2021年（令和3年）現在の経済センサス調査による事業所数と業員数は以下の通りである。
| 丁目       | 事業所数  | 従業員数 |
| ---------- | --------- | -------- |
| 平塚一丁目 | 173事業所 | 1,278人  |
| 平塚二丁目 | 185事業所 | 2,171人  |
| 平塚三丁目 | 72事業所  | 602人    |
| 計         | 430事業所 | 4,051人  |

### 事業者数の変遷
経済センサスによる事業所数の推移。
| 年                 | 事業者数 |
| ------------------ | -------- |
| 2016年（平成28年） | 445      |
| 2021年（令和3年）  | 430      |

### 従業員数の変遷
経済センサスによる従業員数の推移。
| 年                 | 従業員数 |
| ------------------ | -------- |
| 2016年（平成28年） | 3,424    |
| 2021年（令和3年）  | 4,051    |

## 交通
平塚における鉄道駅として、町域の地理的中心付近に設置された東急池上線戸越銀座駅が挙げられる。また東端の第二京浜下に都営浅草線戸越駅が置かれている。付近を通るバス路線も利用されている。
また、首都高速2号目黒線の荏原出入口も平塚に所在している。

## 施設
- 品川区清掃事務所荏原庁舎
- 荏原消防署
- 品川区立荏原平塚学園
- 品川区立京陽小学校
- 品川区立家庭あんしんセンター
- 品川区荏原第三地域センター
  - 荏原第三区民集会所
- 平塚ゆうゆうプラザ（区立高齢者多年代交流支援施設） ‐ 「平塚橋ゆうゆうプラザ」は区内西中延に所在する別の施設。
- 京陽公園